# Аблактировка

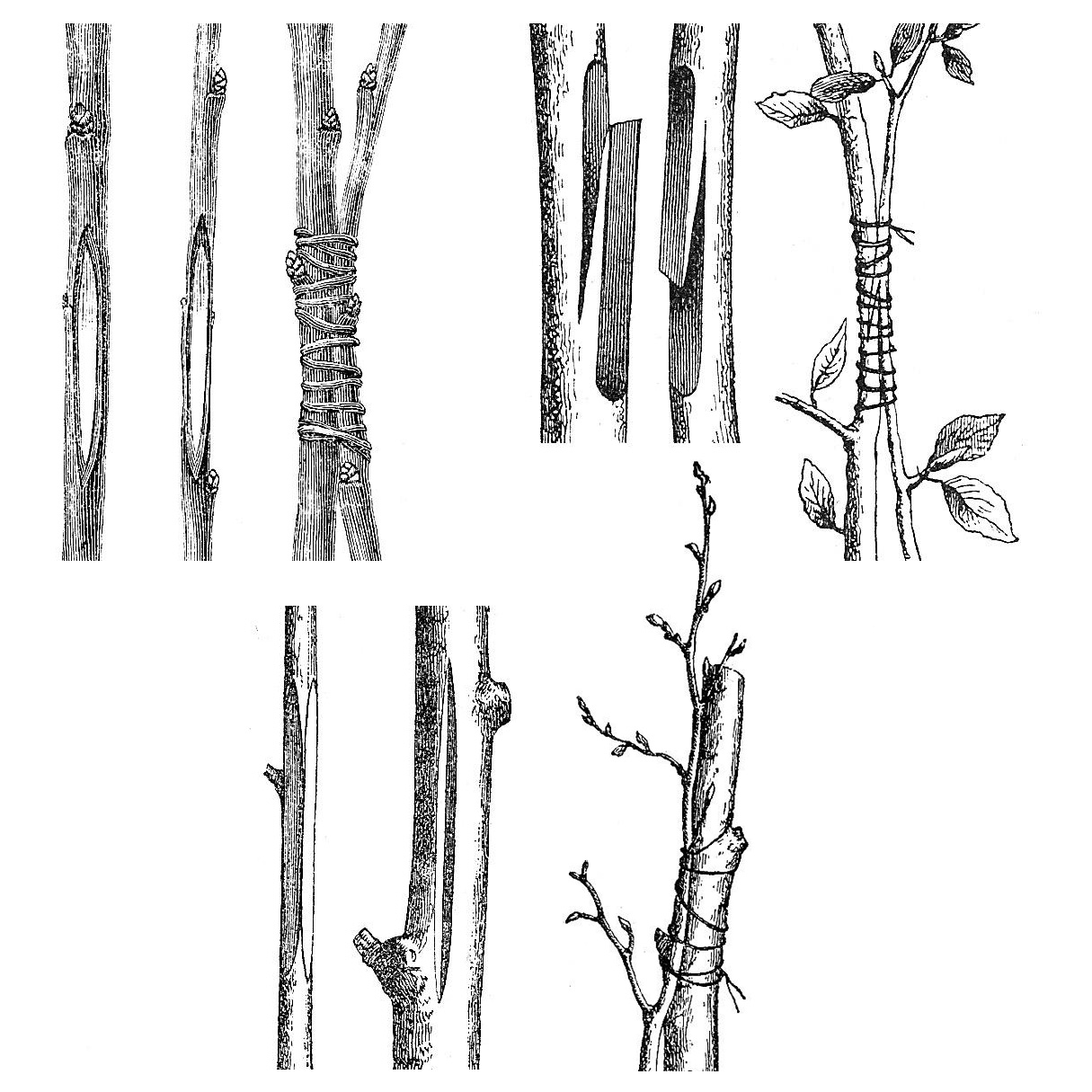
Различные формы разрезов при аблактировке.

Аблактиро́вка (слово происходит от лат. Ablacto — отнимаю ребёнка от груди) — один из способов прививки в садоводстве. Представляет собой сращивание побегов произрастающих рядом растений (яблони, груши, винограда). После полного срастания привой отделяют от материнского растения.
По способу соединения прививаемых компонентов аблактировка бывает: сближением вприклад, сближением с язычками, седлом и др. Проводится в период вегетации кустов, лучше с мая до начала вызревания побегов. После срастания привой отделяется от материнского растения, оставаясь на подвое. В виноградарстве применяется главным образом при размножении трудноукореняющихся сортов винограда, в селекционной и других исследовательских работах.